# Orthosia parviflora
Orthosia parviflora là một loài thực vật có hoa trong họ La bố ma. Loài này được (E. Fourn.) Liede & Meve mô tả khoa học đầu tiên năm 2008.